# Ashleigh Plumptre
Ashleigh Megan Plumptre (* 8. Mai 1998 in Leicester) ist eine nigerianisch-englische Fußballspielerin.

## Karriere

### Klub
In ihrer Jugend spielte sie ab dem Alter von vier Jahren in der Mannschaft der Asfordby Amateurs. Von dort ging es für sie 2006 erstmals in die Jugendabteilung von Leicester City. Im Jahr 2013 schloss sie sich zur U17 dann Birmingham City an und war im Jahr 2014 noch kurzzeitig bei Derby County.
Zur Saison 2014/15 schloss sie sich dann Notts County an und kam hier in der WSL erstmals am 24. August 2014 zum Einsatz.
Im Jahr 2016 zog es sie in die USA, wo sie nun studierte und während dieser Zeit für die USC Trojans spielte. Im März 2019 war sie während der Off-Season bei LA Galaxy OC in der UWS aktiv. Im Dezember des Jahres nahm sie aber nicht am College Draft teil, sondern kehrte nach England zurück, wo sie sich ihrem ehemaligen Jugendklub Leicester City anschloss. Dort spielt sie bis heute.

### Nationalmannschaft
Für England spielte sie bereits mit in der U15, bei der U17 war sie auch bei den Europameisterschaften 2014 und 2015 dabei. Nach der U19 wurde sie 2016 im Alter von 17 Jahren sogar schon in die U23 berufen.
Im Juni 2021 bekräftigte sie erstmals ihr Interesse, für die nigerianische Nationalmannschaft zu spielen. Einen Monat später wurde sie zu einem Trainingslager mit der Mannschaft eingeladen. Nach einem inoffiziellen ersten Spiel wurde ihr im Dezember 2021 die Freigabe erteilt und sie erhielt am 18. Februar 2022 ihren ersten Einsatz beim 2:0-Sieg über die Elfenbeinküste während der Qualifikation für den Afrika-Cup 2022. Ein paar Monate später gehörte sie dann zum Kader beim Afrika-Cup 2022, wo sie auch einige Einsätze hatte und am Ende mit ihrer Mannschaft auf dem vierten Platz landete.
Am 16. Juni 2023 wurde sie für den nigerianischen Kader bei der Weltmeisterschaft 2023 nominiert, kam in jedem der vier Spiele ihres Teams zum Einsatz und schied mit der Mannschaft im Achtelfinale gegen die Engländerinnen aus.